# 伊藤雅彦 (俳優)
伊藤 雅彦（いとう まさひこ、1964年12月10日 - ）は、日本の俳優。
本名同じ。東京都出身。

## 来歴・人物
1982年、私立 立教高等学校卒業、1986年山梨学院大学入学、1992年に同大学卒業。同年IT系企業に就職
「ネットワークスペシャリスト」、一種情報処理技術者、ITコーディネータなどの資格取得し2006年に退職し俳優業に専念 。

## 出演

### 映画・Vシネマ
- マイティエージェント（2001年、大映、大桃一郎監督） 悪役1
- 隠密くノ一列伝 秘められた女忍び（2009年、GPミュージアムソフト、石川二郎監督）大名内藤 役
- 隠密くノ一列伝 敵中突破！伊賀女忍者（2009年 GPミュージアムソフト、石川二郎監督）徳川家康 役
- アイの羽（2009年、テクニカルスタッフ、椿志保監督・原作） 近藤貴志 役[4]
- 東京アウトロー烈伝 パープル・エンペラー 初代総長・柴崎零子 （2009年、奥渉監督）[5]
- LOOP_0152（2009年、COLOSSUS、畑村貴之監督）父親[6]
- ロストクライム -閃光-（2010年、角川映画、伊藤俊也監督） 金子組組員
- 神威～ギャング・オブ・愛田武（2011年、ジェネオン・ユニバーサル）極道龍二
- （2011年 オールインエンタテイメント、丹野雅仁監督）極鬼
- おっさんずぶるーすパートナーズ 謎乃中年認定壱拾箇条（2020年8月22日公開、細野辰興監督）田崎専務 役

### テレビドラマ
- 2006年 日本テレビ マイ☆ボス マイ☆ヒーロー
- 2008年 テレビ朝日 サラリーマン金太郎　椎名組幹部
- 2008年 テレビ朝日 ギラギラ
- 2009年 GYAO（ネットドラマ）カンニングの恋愛中毒　連中組ヤクザ
- 2009年 NHK　タイムスクープハンター「江戸警察24時」　居酒屋の主人
- 2009年 テレビ朝日　椿山課長の七日間　蜂須賀組組員
- 2010年 TBS　時短生活ガイドSHOW 有田時短研究所　研究員
- 2022年9月15日 関西テレビ OUR STORIES 120秒の物語 第19話「まだまだ」  青果店主
- 2022年 本テレビ ファーストペンギン!  第一森丸水産船団長（社長）

### MV
- 2006年 清木場俊介-人間じゃろうが　MV　大工
- 2008年 加藤ミリヤ　19 Memories　MV　父親
- 2008年 StarChild 大槻ケンヂ ニート釣り　MV　釣師
- 2022年 guca owl DIFICULT MV